# Baćevac
Baćevac (izvirno srbsko Баћевац) je naselje v Srbiji, ki upravno spada pod Občino Barajevo; slednja pa je del mesta Beograd.

## Demografija
V naselju živi 1338 polnoletnih prebivalcev, pri čemer je njihova povprečna starost 43,0 let (41,5 pri moških in 44,6 pri ženskah). Naselje ima 561 gospodinjstev, pri čemer je povprečno število članov na gospodinjstvo 2,89.
To naselje je v glavnem srbsko (glede na popis iz leta 2002), a v času zadnjih 3 popisov je opazen porast števila prebivalcev.
|  |

| Demografija | Demografija     | Demografija     |
| Leto        | Št. prebivalcev | Št. prebivalcev |
| ----------- | --------------- | --------------- |
|             |                 |                 |
|             |                 |                 |
|             |                 |                 |
|             |                 |                 |
| 1948        | 1067            |                 |
| 1953        | 1110            |                 |
| 1961        | 1031            |                 |
| 1971        | 971             |                 |
| 1981        | 1092            |                 |
| 1991        | 1220            | 1191            |
| 2002        | 1685            | 1624            |
|             |                 |                 |

| Etnična sestava po popisu iz leta 2002 | Etnična sestava po popisu iz leta 2002 | Etnična sestava po popisu iz leta 2002 | Etnična sestava po popisu iz leta 2002 | Etnična sestava po popisu iz leta 2002 |
| -------------------------------------- | -------------------------------------- | -------------------------------------- | -------------------------------------- | -------------------------------------- |
| Srbi                                   | Srbi                                   |                                        | 1.556                                  | 95,81%                                 |
| Črnogorci                              | Črnogorci                              |                                        | 14                                     | 0,86%                                  |
| Hrvati                                 | Hrvati                                 |                                        | 6                                      | 0,36%                                  |
| Makedonci                              | Makedonci                              |                                        | 6                                      | 0,36%                                  |
| Muslimani                              | Muslimani                              |                                        | 2                                      | 0,12%                                  |
| Rusi                                   | Rusi                                   |                                        | 1                                      | 0,06%                                  |
| Romuni                                 | Romuni                                 |                                        | 1                                      | 0,06%                                  |
| Madžari                                | Madžari                                |                                        | 1                                      | 0,06%                                  |
| Bolgari                                | Bolgari                                |                                        | 1                                      | 0,06%                                  |
| Jugoslovani                            | Jugoslovani                            |                                        | 1                                      | 0,06%                                  |
| Neznano                                | Neznano                                |                                        | 27                                     | 1,66%                                  |